# True World Foods
Тру Уорлд Фудс (англ. True World Foods) — это американская компания общественного питания.

## История
Вхождение Движения объединения в индустрию морепродуктов началось по указанию Мун Сон Мёна, который в 1980 году произнес речь под названием «Путь тунца» (англ. The Way of Tuna), в которой объявил, что «После того, как мы построим суда, мы начнем рыбную ловлю и будем осуществлять переработку рыбы, построим дистрибьюторскую сеть.» В своём выступлении он также сообщил о том, что сделал начальные шаги в этом направлении. В 1980 году отделение компании основано под названием «The Rainbow Fish House» в Чикаго. Такеши Ясиро, один из пяти основателей, позже утверждал, что компанию основал сам Мун.
Компания была основана в 1976 году Бо Хи Паком, главным помощником Муна в Бруклине, США. По некоторым источникам год основания компании — 1975.
Церковь объединения отрицает прямой контроль над компанией. Ряд источников настаивает на её связи с предприятием.
К 2006 году компания контролировала большую часть торговли суши в США, в ней работали сотни людей с годовым доходом в 250 миллионов долларов.
Во время пандемии COVID-19 компания запустила производство наборов суши с доставкой на дом, чтобы компенсировать недостаток продаж ресторанам.

## Деятельность

### штат Аляска
Инцидент на перерабатывающем заводе компании в Кадьяке, Аляска, привел к тому, что она признала себя виновной и оштрафована судом на 150 000 долларов. На объект была принята партия минтая, превышающая лимит рейса для разгрузочного судна.

### штат Мичиган
Компания управляла перерабатывающим заводом в пригороде Детройта, который был закрыт после неоднократного конфликта с Управлением по контролю за продуктами и лекарствами.

### штат Массачусетс
Компания осуществляет значительные операции в Глостере, Массачусетс.

### штат Вашингтон
True World управляет региональным распределительным центром в Ванкувере, штат Вашингтон.

### штат Нью-Джерси
В 2013 году штаб-квартира компании находилась в Нью-Джерси.

## Дочерние компании
- Компания «International Lobster»[2]

## Внешние ссылки
Официальный сайт